# Liste der Sieger beim NPR Jazz Critics Poll der 2010er Jahre
Die Liste der Sieger beim NPR Jazz Critics Poll der 2010er Jahre führt alle Alben und Musiker auf, die bei den NPR Music Jazz Critics Poll des National Public Radio ab 2013 ermittelt wurden. Zuvor wurde der Wettbewerb von der New Yorker Zeitschrift The Village Voice veranstaltet.

## Hintergrund
Bei einer Umfrage von NPR Music wurden über 100 Jazzkritiker nach ihren Lieblingsaufnahmen des jeweiligen Jahres gefragt. Bereits zuvor wurde diese jährliche Umfrage von Francis Davis durchgeführt, als er 2006 30 seiner Kollegen einlud, Ranglisten ihrer Lieblingsplatten für The Village Voice zu veröffentlichen, bei der er Jazzkritiker war. Seitdem ist die Umfrage enorm gewachsen. Im Jahr 2013 haben 136 Printjournalisten, Blogger und Rundfunkanstalten, vorwiegend aus den USA, aber einige aus Europa, über 700 verschiedene Alben nominiert, die 2013 veröffentlicht wurden. In den folgenden Jahren wurden die Ergebnisse der jeweiligen NPR Music Jazz Critics-Umfragen Ende Dezember veröffentlicht, hervorgehoben durch eine Wiedergabeliste der Top-10-Gesamtauswahl in den Kategorien für das Jazz-Album des Jahres, außerdem mit den Top-Finishern in den Bereichen Latin Jazz, Gesang, Debüt und Reissue.

## Bestes Album

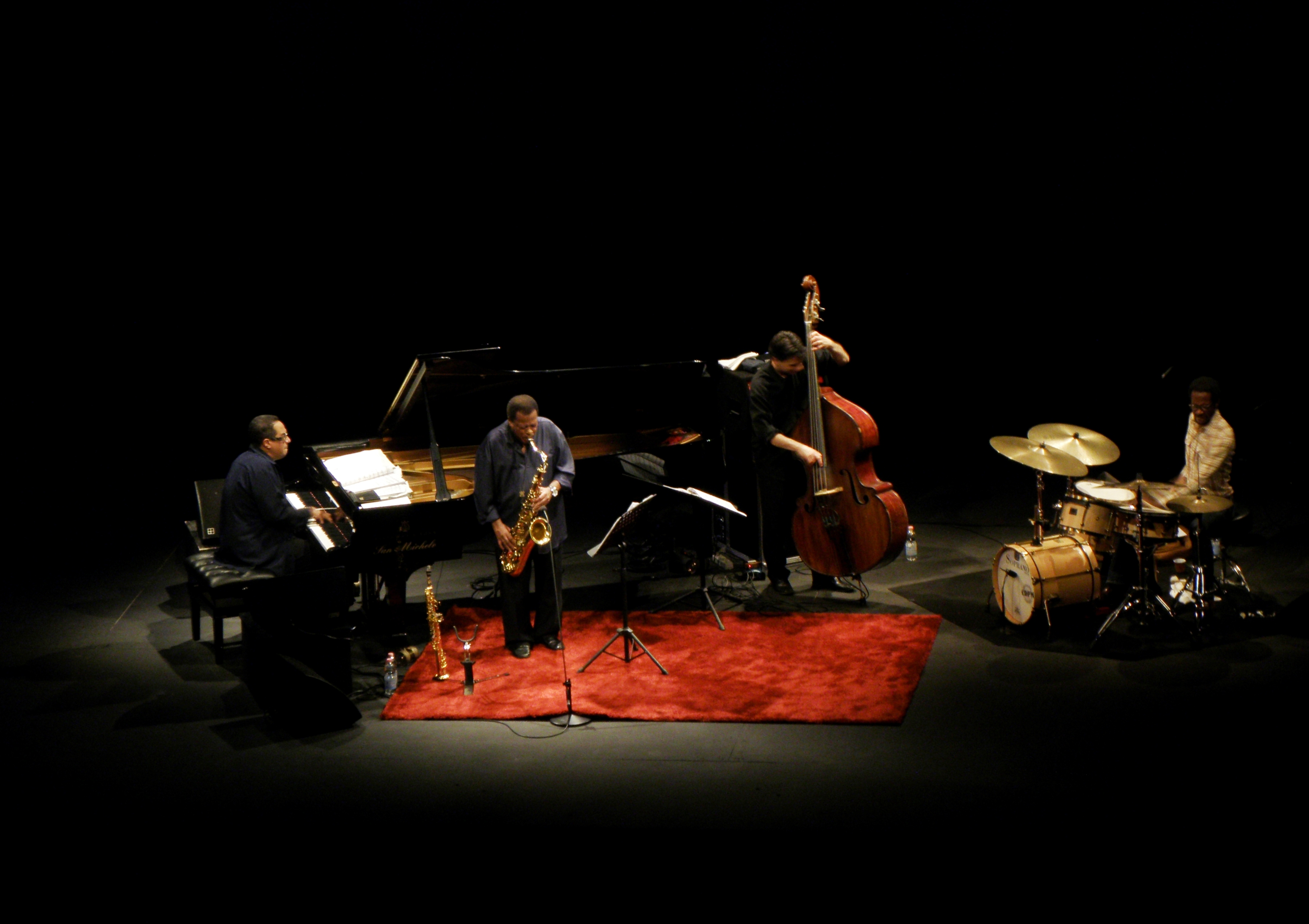
Der Saxophonist Wayne Shorter wurde zwei Mal für das beste Jazzalbum ausgezeichnet; hier mit seinem Quartett von 2010, mit Danilo Perez (Piano), John Patitucci (Kontrabass) und Brian Blade, mit dem er auch das preisgekrönte Album Without a Net eingespielt hatte.

- 2013: Wayne Shorter: Without A Net (Blue Note)[1]
  - #2: Craig Taborn Trio, Chants (ECM); #3: Charles Lloyd & Jason Moran, Hagar's Song (ECM)
- 2014: Steve Lehman: Mise En Abîme (Pi)[4]
  - #2: Wadada Leo Smith: The Great Lakes Suites (TUM Records); #3: Ambrose Akinmusire: The Imagined Savior Is Far Easier to Paint (Blue Note)
- 2015: Rudresh Mahanthappa, Bird Calls (ACT) und Maria Schneider Orchestra, The Thompson Fields (ArtistShare)[5]
  - #3: Jack DeJohnette, Muhal Richard Abrams, Roscoe Mitchell, Larry Gray und Henry Threadgill, Made in Chicago (ECM)
- 2016: Henry Threadgill Ensemble Double Up, Old Locks and Irregular Verbs (Pi)[6]
  - #2: Wadada Leo Smith, America’s National Parks (Cuneiform); #3: Jack DeJohnette / Matt Garrison / Ravi Coltrane, In Movement (ECM)
- 2017: Vijay Iyer Sextet, Far From Over (ECM)[7]
  - #2: Steve Coleman’s Natal Eclipse, Morphogenesis (Pi); #3: Tyshawn Sorey, Verisimilitude (Pi)
- 2018: Wayne Shorter, Emanon (Blue Note)[8]
  - #2: Henry Threadgill 14 or 15 Kestra, Agg Dirt. . . And More Dirt (Pi); #3: Andrew Cyrille, Wadada Leo Smith, Bill Frisell, Lebroba (ECM)

## Beste Wiederveröffentlichung (Reissue/Historical)
- 2013: Miles Davis Quintet, Live in Europe 1969: The Bootleg Series Vol. 2 (Columbia/Legacy)
  - #2: Woody Shaw, The Complete Muse Sessions (Mosaic); #3: Jack DeJohnette, Special Edition (ECM)
- 2014: John Coltrane, Offering: Live at Temple University (Resonance)
  - #2: Jimmy Giuffre 3 & 4, New York Concerts (Elemental Music); #3: Charles Lloyd, Manhattan Stories (Resonance)
- 2015: Miles Davis, At Newport 1955-1975: The Bootleg Series Vol. 4 (Columbia/Legacy)
  - #2: Erroll Garner, The Complete Concert by the Sea (Columbia/Legacy); #3: Wes Montgomery, In the Beginning (Resonance)
- 2016: Larry Young, In Paris: The ORTF Recordings
  - #2: Thad Jones/Mel Lewis Orchestra, All My Yesterdays: The Debut 1966 Recordings at the Village Vanguard; #3: Bill Evans: Some Other Time: The Lost Session from the Black Forest
- 2017: Thelonious Monk, Les Liaisons Dangereuses 1960 (Sam/Saga)
  - #2: Bill Evans, Another Time: The Hilversum Concert (Resonance); #3: Jaco Pastorius, Truth, Liberty & Soul (Resonance)
- 2018: John Coltrane, Both Directions at Once: The Lost Album (Impulse!)
  - #2: Miles Davis & John Coltrane, The Final Tour: The Bootleg Series, Vol. 6 (Columbia/Legacy); #3: Eric Dolphy, Musical Prophet: The Expanded 1963 New York Studio Sessions (Resonance)

## Gesang

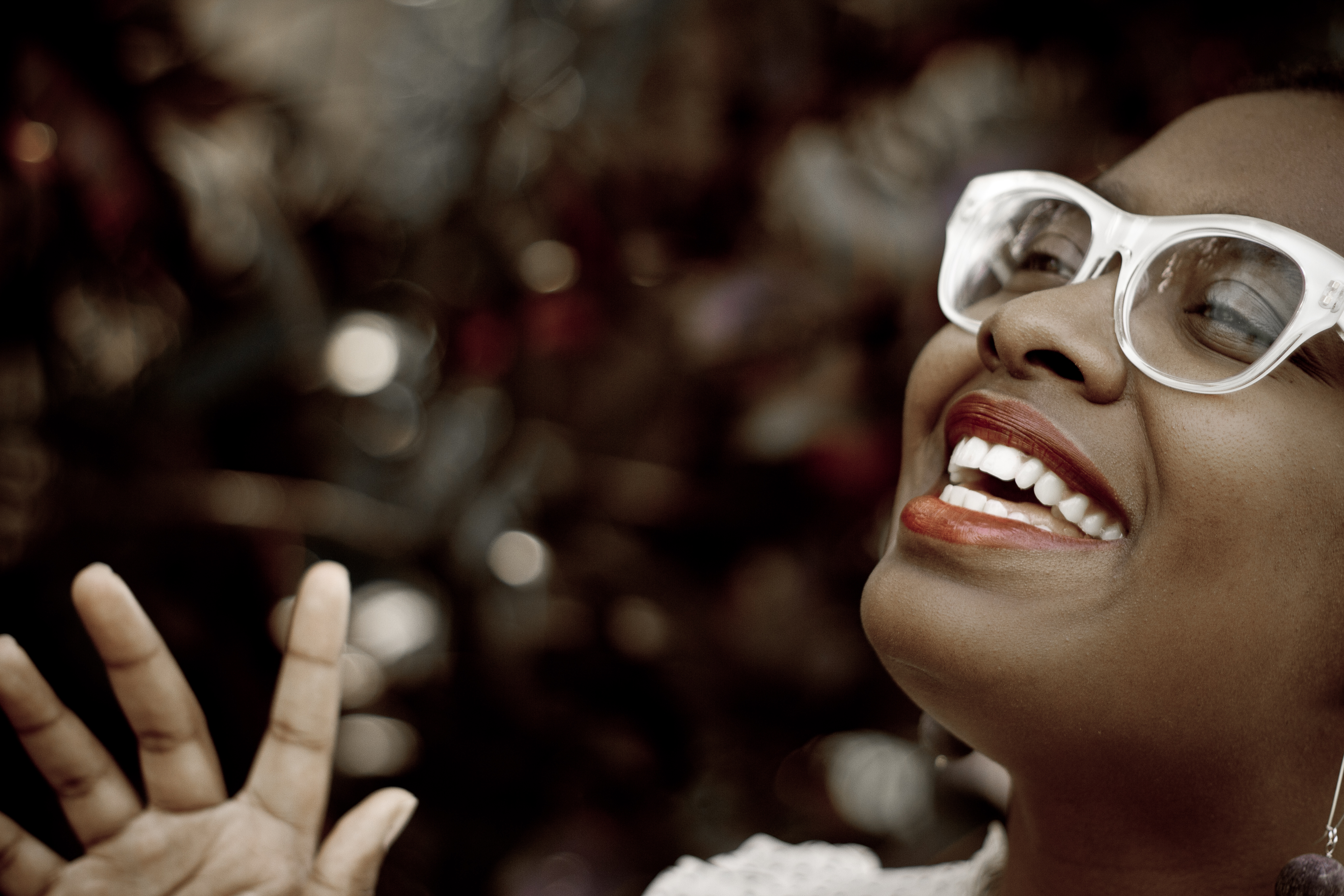
Viermaliger Siegerin beim NPR Jazz Critics Poll als beste Sängerin: Cécile McLorin

- 2013: Cécile McLorin Salvant, WomanChild (Mack Avenue)
  - #2: Gregory Porter, Liquid Spirit (Blue Note); #3: Andy Bey, The World According to Andy Bey (HighNote)
- 2014: Andy Bey, Pages from an Imaginary Life (HighNote)
  - #2: Dianne Reeves, Beautiful Life (Concord) und Catherine Russell, Bring It Back (Jazz Village)
- 2015: Cecile McLorin Salvant, For One to Love (Mack Avenue)
  - #2: Jose James, Yesterday I Had the Blues: The Music Of Billie Holiday (Blue Note); #3: Jen Shyu, Sounds and Cries of the World (Pi)
- 2016: René Marie, Sound of Red
  - #2: Branford Marsalis/Kurt Elling, Upward Spiral; #3: Camila Meza, Traces
- 2017: Cécile McLorin Salvant, Dreams And Daggers (Mack Avenue) 35 votes
  - #2: Dominique Eade & Ran Blake, Town and Country (Sunnyside); #3: Jen Shyu, Song of Silver Geese (Pi)
- 2018: Cécile McLorin Salvant, The Window (Mack Avenue)
  - #2:William Parker, Voices Fall from the Sky (AUM Fidelity)[9]; '3: Sara Serpa, Close Up (Clean Feed)

## Debüt

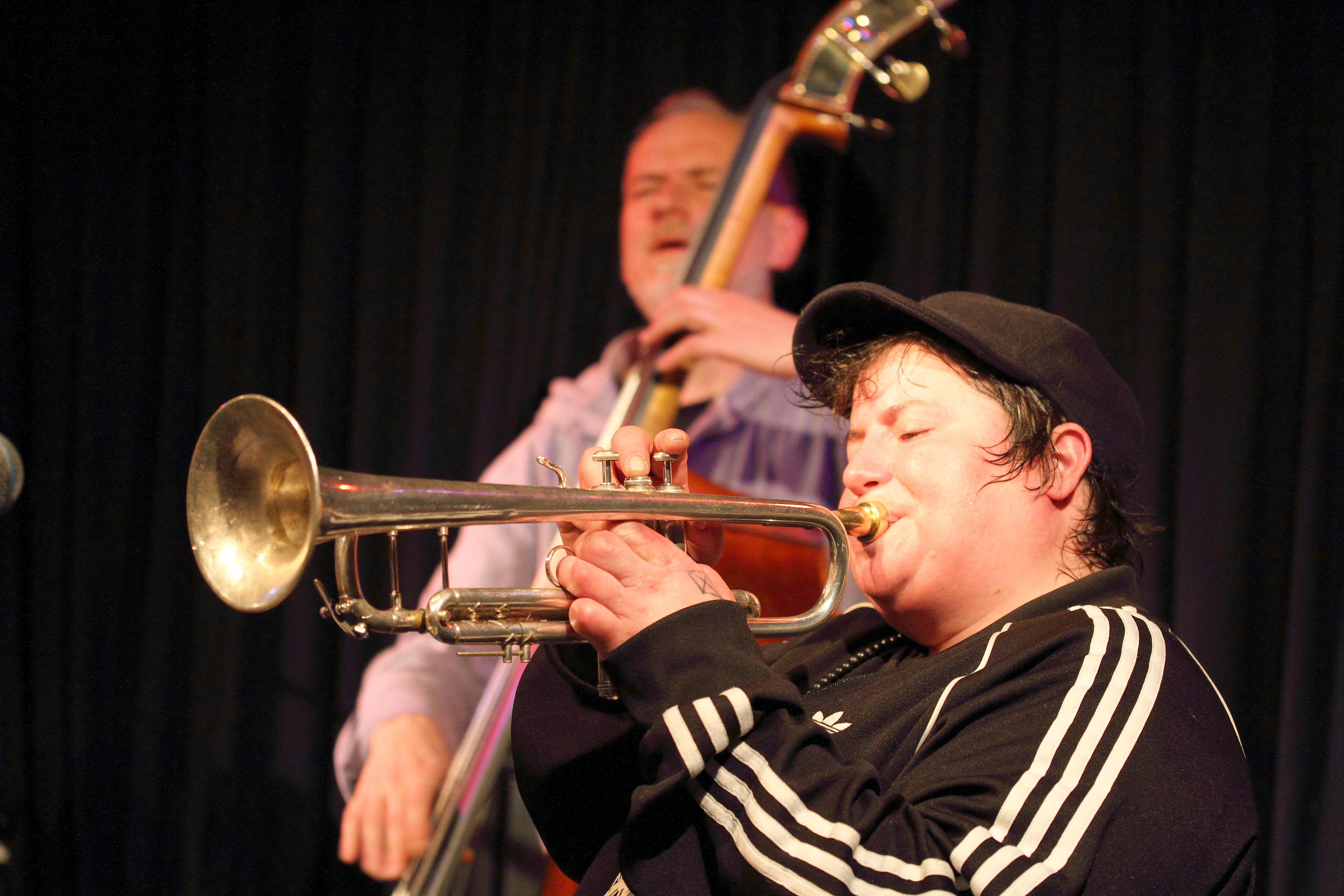
Die Trompeterin Jaimie Branch (im Bild mit Mark Tokar) wurde für ihr Debütalbum Fly Or Die (2017) ausgezeichnet, das sie mit Jason Ajemian, Tomeka Reid, Ben Lamar Gay, Josh Berman, Chad Taylor und Matt Schneider eingespielt hatte.

- 2013: Jonathan Finlayson, Moment and the Message (Pi)
  - #2: Jaimeo Brown, Transcendence (Motema) (Gleichstand); #3: Matt Mitchell, Fiction (Pi) (Gleichstand)
- 2014: Jeff Ballard Trio, Time's Tales (OKeh)
  - #2: Otis Brown III, The Thought of You (Blue Note); Rudy Royston, 303 (Greenleaf)
- 2015: Kamasi Washington, The Epic (Brainfeeder)
  - #2: Mette Henriette, Trio and Ensemble (ECM); #3: Tomeka Reid, Quartet (Thirsty Ear)
- 2016: Victor Gould: Clockwork, Ron Stabinsky, Free for One und Earprint, Earprint (Gleichstand)
- 2017: Jaimie Branch, Fly Or Die (International Anthem)
  - #2: Jazzmeia Horn, A Social Call (Prestige); #3: Kate Gentile, Mannequins (Skirl)
- 2018: Justin Brown, Nyeusi (Biophilia)
  - #2: Adam Hopkins, Crickets (Out of Your Head); #3: James Francies, Flight (Blue Note) und Ben LaMar Gay, Downtown Castles Can Never Block the Sun (International Anthem) (Gleichstand)

## Latin
- 2013: Michele Rosewoman, 30 Years: A Musical Celebration of Cuba in America (Advance Dance Disques)
  - #2: Chucho Valdés, Border-Free (Jazz Village) #3: Miguel Zenón, Oye!!! Live in Puerto Rico (Miel Music)
- 2014: Arturo O’Farrill & the Afro Latin Jazz Orchestra, The Offense of the Drum (Motéma)
  - #2: Miguel Zenón, Identities Are Changeable (Miel Music); Yosvany Terry, New Throned King (5Passion)
- 2015: Arturo O’Farrill & The Afro Latin Jazz Orchestra, Cuba: The Conversation Continues (Motema)
  - #2: Gabriel Alegria Afro-Peruvian Sextet, 10 (Zoho); #3: Dafnis Prieto Sextet, Triangles and Circles (Dafnison Music)
- 2016: Pedrito Martinez Group, Habana Dreams
  - #2: Jane Bunnett & Maqueque, Oddara Linus; #3: Brian Lynch Presents Madera Latino Madera Latino: A Latin Jazz Perspective on the Music of Woody Shaw
- 2017: Miguel Zenón, Típico (Miel)
  - #2: Eddie Palmieri, Sabiduria (Ropeadope) und Aruán Ortiz, Cub(an)ism (Intakt) (Gleichstand)
- 2018: David Virelles, Igbó Alákorin (The Singer's Grove), Vol. I & II (Pi)
  - #2: Dafnis Prieto Big Band, #Back to the Sunset (Dafnison) und Miguel Zenón, Yo Soy La Tradición (Miel) (Gleichstand)